# British Home Championship 1969
De British Home Championship van 1969 was de 74e editie van de British Home Championship. Het toernooi werd gehouden van 3 tot en met 10 mei 1969. Engeland werd kampioen.

## Eindstand
| Team          | Gsp | W | G | V | DV | DT | DS | Ptn |
| ------------- | --- | - | - | - | -- | -- | -- | --- |
| Engeland      | 3   | 3 | 0 | 0 | 9  | 3  | +6 | 6   |
| Schotland     | 3   | 1 | 1 | 1 | 7  | 8  | –1 | 3   |
| Noord-Ierland | 3   | 0 | 2 | 1 | 2  | 4  | –2 | 2   |
| Wales         | 3   | 0 | 1 | 2 | 4  | 7  | –3 | 1   |

## Wedstrijden
|                                                 |                   |       |                                                         |                                                                              |
| 3 mei 1969 «onderlinge duels» 19:30 uur (UTC+1) | Noord-Ierland     | 1 – 3 | Engeland                                                | Windsor Park, Belfast Toeschouwers: 23.000 Scheidsrechter: Bill Mullan (SCO) |
| 3 mei 1969 «onderlinge duels» 19:30 uur (UTC+1) | Eric McMordie 63' |       | 39' Martin Peters 64' Franny Lee 74' (pen.) Geoff Hurst | Windsor Park, Belfast Toeschouwers: 23.000 Scheidsrechter: Bill Mullan (SCO) |

|                                                 |                                      |       |                                                                                       |                                                                                 |
| 3 mei 1969 «onderlinge duels» 15:00 uur (UTC+1) | Wales                                | 3 – 5 | Schotland                                                                             | The Racecourse, Wrexham Toeschouwers: 18.765 Scheidsrechter: James Finney (ENG) |
| 3 mei 1969 «onderlinge duels» 15:00 uur (UTC+1) | Ron Davies 29', 57' John Toshack 44' |       | 13' Billy McNeill 16' Colin Stein 55' Alan Gilzean 72' Billy Bremner 87' Tommy McLean | The Racecourse, Wrexham Toeschouwers: 18.765 Scheidsrechter: James Finney (ENG) |

|                                                 |                   |       |                 |                                                                            |
| 6 mei 1969 «onderlinge duels» 20:00 uur (UTC+1) | Schotland         | 1 – 1 | Noord-Ierland   | Hampden Park, Glasgow Toeschouwers: 7.483 Scheidsrechter: Dave Smith (ENG) |
| 6 mei 1969 «onderlinge duels» 20:00 uur (UTC+1) | Eric McMordie 11' |       | 53' Colin Stein | Hampden Park, Glasgow Toeschouwers: 7.483 Scheidsrechter: Dave Smith (ENG) |

|                                                 |                                   |       |                |                                                                               |
| 7 mei 1969 «onderlinge duels» 19:45 uur (UTC+1) | Engeland                          | 2 – 1 | Wales          | Wembley Stadium, Londen Toeschouwers: 70.000 Scheidsrechter: Jack Adair (NIR) |
| 7 mei 1969 «onderlinge duels» 19:45 uur (UTC+1) | Bobby Charlton 58' Franny Lee 72' |       | 18' Ron Davies | Wembley Stadium, Londen Toeschouwers: 70.000 Scheidsrechter: Jack Adair (NIR) |

|                                                  |                                                    |       |                 |                                                                                  |
| 10 mei 1969 «onderlinge duels» 19:30 uur (UTC+1) | Engeland                                           | 4 – 1 | Schotland       | Wembley Stadium, Londen Toeschouwers: 89.902 Scheidsrechter: Robert Héliès (FRA) |
| 10 mei 1969 «onderlinge duels» 19:30 uur (UTC+1) | Martin Peters 16', 64' Geoff Hurst 20', 60' (pen.) |       | 43' Colin Stein | Wembley Stadium, Londen Toeschouwers: 89.902 Scheidsrechter: Robert Héliès (FRA) |

|                                                  |               |       |       |                                                                                |
| 10 mei 1969 «onderlinge duels» 15:00 uur (UTC+1) | Noord-Ierland | 0 – 0 | Wales | Windsor Park, Belfast Toeschouwers: 12.500 Scheidsrechter: Eric Jennings (ENG) |
| 10 mei 1969 «onderlinge duels» 15:00 uur (UTC+1) |               |       |       | Windsor Park, Belfast Toeschouwers: 12.500 Scheidsrechter: Eric Jennings (ENG) |